# Нове Блоге
Нове Блоге (пол. Nowe Błogie) — село в Польщі, у гміні Мнішкув Опочинського повіту Лодзинського воєводства.
У 1975-1998 роках село належало до Пйотрковського воєводства.